# اینیوار شلسون
اینیوار شلسون (سوئدی: Ingvar Kjellson؛ ‏ ۲۰ مهٔ ۱۹۲۳ – ۱۸ دسامبر ۲۰۱۴) بازیگر، کارگردان و مدیر تئاتر اهل سوئد بود.
از فیلم‌ها یا سریال‌های تلویزیونی که وی در آن نقش داشته‌است، می‌توان به شرم، آوگوست استریندبری: یک عمر و مادربزرگ و پروردگارمان اشاره کرد.